# Dorfkirche Jeserig (Groß Kreutz)

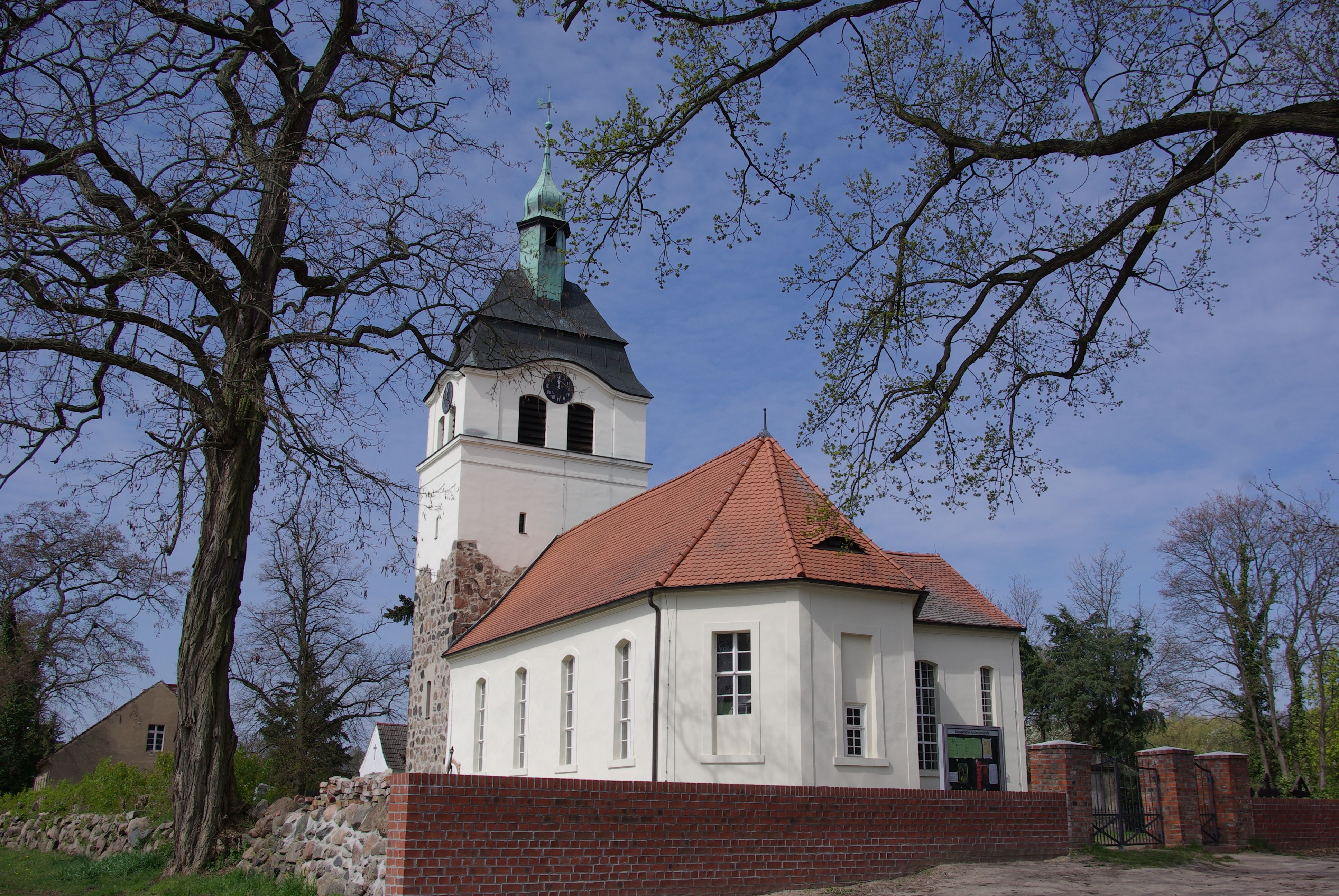
Dorfkirche Jeserig (Groß Kreutz)

Die evangelische Dorfkirche Jeserig ist eine ursprünglich gotische, barockisierte Saalkirche im Ortsteil Jeserig von Groß Kreutz (Havel) im Landkreis Potsdam-Mittelmark in Brandenburg. Sie gehört zur Kirchengemeinde Schenkenberg im evangelischen Kirchenkreis Mittelmark-Brandenburg der Evangelischen Kirche Berlin-Brandenburg-schlesische Oberlausitz.

## Geschichte
Der im Kern mittelalterliche, später nach Osten erweiterte Kirchenbau steht im Zentrum des Ortes auf dem bis heute belegten Kirchhof. Ursprünglich befand sich die Kirche mitten auf der angerartigen Dorfstraße; heute ist nur noch der südlich vorbeiführende Arm der Straße vorhanden. Östlich stehen vor dem Kirchhof eine markante, vermutlich 1871 gepflanzte Eiche und das Denkmal für die Gefallenen des Ersten Weltkriegs, ein Obelisk mit dem Relief eines Stahlhelms.
Jeserig war um 1450 Tochterkirche von Gollwitz. Seit dem späten Mittelalter ist es, bis heute, selbstständige Pfarre. Tochterkirchen gab es zunächst in Wida, dann zeitweilig in Gollwitz (zwischen 1459 und kurz vor 1541), nach der Reformation stattdessen in Trechwitz, vor 1721 bis 1959 in Damsdorf und seit 1948 in Schenkenberg. Heute umfasst der Pfarrsprengel neben Jeserig auch Deetz, Schenkenberg und Trechwitz. Im Mittelalter gehörte die Kirche zur Sedes Brandenburg (um 1450), vor 1573 kam sie zur Inspektion, 1806 zur Superintendentur Brandenburg-Neustadt und 1924 zur Superintendentur Lehnin. Als erster evangelischer Pfarrer wirkte hier Adam Hertzog. Das Patronatsrecht hatte bis 1542 das Zisterzienser-Kloster Lehnin, 1542–58 der Kurfürst und danach das Gut, über viele Generationen in Hand derer von Rochow.

## Baugeschichte
Zwar wird das äußere Erscheinungsbild der Kirche durch die barocke Umgestaltung und den neobarocken Turmaufsatz bestimmt, die Längswände des Schiffs und der Unterbau des querrechteckigen Westturms mit ihren 1,14 m dicken Mauern gehen jedoch auf das Mittelalter zurück. Das Mauerwerk besteht aus kaum bearbeiteten, lagenweise versetzten Feldsteinen und Ziegelbruch. Ganz im Westen der Südseite am Übergang zum Turmbereich wurde die aus ca. 10 × 13,5 × 30–31 cm großen Backsteinen bestehende Laibung eines Portals mit gedrückt spitzbogigem Abschluss freigelegt.
Spuren eines weiteren Südportals sind unter dem zweiten Fenster von Westen erkennbar. Ursprünglich hatte das Schiff vermutlich auf jeder Längsseite drei Fenster. Im Inneren ist der Turm zum gleich breiten Schiff durch einen großen Spitzbogen geöffnet (seine Spitze wird von der neuzeitlichen Empore überschnitten). Aufgrund der geringen Schiffsbreite ist es unwahrscheinlich, dass die Kirche einen eingezogenen Chorteil besaß (Hinweis von Theo Engeser). Sie vertrat also den Bautyp des Rechtecksaals mit querrechteckigem Westturm (wie etwa in Berlin-Buckow). Als Bauzeit ist die erste Hälfte des 14. Jahrhunderts anzunehmen.
Der dreiseitige Ostschluss mit deutlich schwächeren Mauern (aus 7,5–8 cm dicken Ziegeln) geht auf die Kirchenerneuerung des 18. Jahrhunderts zurück. Diese erfolgte 1738–39 unter dem Patronat des Ehrentreich Adolph von Rochow und seiner Ehefrau Marie Elisabeth; auf einer nicht erhaltenen Turmknopfurkunde ist stattdessen 1731 angegeben. Später wurde die Nachricht vom Ausbau irrtümlich auf einen kompletten Neubau der Kirche bezogen.
Einige Zeit danach entstand der 1741 datierte Anbau im Osten der Nordseite mit Patronatsloge.
Bei einem vom Pfarrhaus ausgehenden Dorfbrand wurde 1812 auch die Kirche in Mitleidenschaft gezogen. 1813–16 wurde sie wiederaufgebaut. Dabei wurden der oberste Teil der Schiffsmauern erneuert, ein neues Dachwerk aufgesetzt, die Mauern einheitlich verputzt, neue Sprossenfenster angefertigt sowie die Herrschaftsloge ausgebessert. 1819 erhielt auch der Turm einen neuen Abschluss, der vermutlich von Landbaumeister Krüger entworfen und durch Zimmermeister Bendel ausgeführt wurde. Über dem rechteckigen mittelalterlichen Unterbau entstand ein von Pultdächern flankierter quadratischer Aufsatz aus verblendetem Fachwerk mit Kantenlisenen und abschließendem Spitzhelm.
Bei einer Kirchenrestaurierung 1864 wurde die Westempore eingebaut. 1877 wurden der Nordanbau mit der Patronatsloge umgestaltet und die darunter befindliche Gruft zugemauert. Eine Neugestaltung der Kanzelaltarwand besorgte 1902–03 der Zimmer- und Maurermeister Borchardt aus Brandenburg. Dabei entstanden die Ostempore mit Orgel und darunter gelegener Sakristei. Materialien der abgebrochenen alten Querwand, Kanzel, Treppe und Altar wurden wiederverwendet.
Ein Blitzeinschlag am 5. Juli 1905 zerstörte das gesamte Holzwerk des Turms, die Schieferpyramide und die Glocken; das Glockengeschoss stürzte herab; Schäden erlitten auch Teile des Schiffsdachs, des Gestühls und der Westempore. Der Wiederaufbau erfolgte 1907 durch Maurermeister F. Jacob aus Lehnin nach einem im Vorjahr von Kreisbauinspektor Schierer aus Brandenburg vorgelegten Entwurf. Damit war eine Renovierung der gesamten Kirche verbunden. Neben einer Reparatur der Dächer von Schiff und Nordanbau, Putzerneuerungen und Neuanstrich des Inneren entstanden nach Abbruch der Reste des alten Turmoberteils und Neuaufmauerung der oberen Teile (unter Verwendung alten Materials) ein neues Glockengeschoss sowie die neobarocke Turmhaube; auch das Turminnere wurde umgestaltet. Über die Kirchenerneuerung berichtet eine Inschrift im ersten Obergeschoss des Turms auf der Nordseite.
Nach einer als unbefriedigend beurteilten Instandsetzung des Äußeren 1934 (neuer Putz und Anstrich) war 1937 eine umfassende Renovierung der Kirche geplant, die wegen des Zweiten Weltkriegs nicht zustande kam. Erst 1953–54 erfolgte die Renovierung des Inneren unter Leitung des kirchlichen Bauamts. Bei der Sanierung 2004–05 unter Leitung von Wilfried Ziem wurden das Mauerwerk trockengelegt, Hausschwamm bekämpft, Dachdeckung und Putz erneuert, Fenster aufgearbeitet oder nachgefertigt sowie das Äußere neu gestrichen; das Innere erhielt eine neue Raumfassung und ein neues Gestühl.

## Baubeschreibung
Der langgestreckte, verputzte Saalbau hat einen dreiseitigen Ostschluss, einen im unteren Teil feldsteinsichtigen, querrechteckigen Westturm von gleicher Breite sowie einen Anbau im Osten der Nordseite. Die Gesamtlänge beträgt 22,5 m, die Breite 7,45 m. Das Erscheinungsbild der Kirche wird nicht unwesentlich durch den neobarocken Turmabschluss bestimmt.
Das Schiff ist mit einfacher Putzgliederung durch Ecklisenen, Fensterfaschen (darunter ehemals schlichte Putzfelder) und profiliertem Traufgesims gegliedert.
Die Belichtung erfolgt durch große schmale Flachbogenfenster (vier im Süden und zwei im Norden); im Osten teilweise zugesetzte Rechteckfenster (innen ebenfalls flachbogig). Eine Fledermausgaube sitzt im östlichen Segment des abgewalmten Dachs. Der durch ein Satteldach abgeschlossene Nordanbau besitzt schlichte, an das Schiff angepasste Putzfassaden.
Der untere Teil des Westturms zeigt noch das mittelalterliche Feldsteinmauerwerk, der obere besteht aus verputztem Ziegelmauerwerk. Im Bereich des unregelmäßigen Übergangs noch die Ansätze der mittelalterlichen Schallöffnungen erkennbar, zwei im Westen, je eine im Norden und Süden. Über kräftigem Gesims folgt das neobarocke Glockengeschoss mit je zwei flachbogigen Schallöffnungen, Zifferblättern, breiten Ecklisenen und auf allen Seiten in der Mitte ausschwingendem Abschlussgesims. Das kupfergedeckte Mansardwalmdach durch sechsseitigen Dachreiter mit geschweifter Haube bekrönt.
Die Kirche wird durch das Westportal von 1907 mit Vordach erschlossen. Die Turmhalle war einst durch einen großen Spitzbogen zum Schiff geöffnet, der später zugesetzt wurde. Die gewendelte Treppe mit Brettbalustergeländer von 1907 führt zu einem emporenartigen Einbau in Höhe der Westempore des Schiffs; dieser ruht auf reich geschwungenen, beschnitzten Stützen und Konsolen. Das aus gespaltenen Findlingen bestehende, überschlämmte Turmmauerwerk springt über dem Erdgeschoss zurück und weist auf eine im Mittelalter andere Geschosseinteilung hin; auch im zweiten Obergeschoss ist ein solcher Rücksprung zu finden.
Das Kirchenschiff ist im Inneren mit einfacher Bretterdecke und Fußboden aus quadratischen Tonfliesen versehen. Der polygonale Ostteil ist durch die Altarwand mit Kanzel und Orgelempore abgetrennt, diese ist verbrettert und mit marmorierend bemalten Pilastern geschmückt. Im Westen ist die weit in den Raum vorspringende Empore angebracht. Der innen zum Schiff geöffnete Nordanbau mit einfachem Gestühl ist durch eine zweite Empore unterteilt, die auf quadratischen Holzstützen mit abgefasten Ecken ruht (entsprechende Stützen auch unter dem Decken-Unterzug); der Zugang erfolgt über eine Wendeltreppe im Nordteil. Die unter dem Nordanbau gelegene Rochowsche Gruft wurde 1877 zugemauert. Über dem Schiff ist ein verzapftes Dachwerk mit dünnen Sparren und einheitlicher doppelt stehender Stuhlkonstruktion erbaut, das beim Wiederaufbau 1813–14 durch Zimmermeister Bendel aus Brandenburg entstand. Das Dach des Nordanbaues ist mit Firstpfetten-Konstruktion und Bohlen statt Kehlbalken versehen.

## Ausstattung
Der neue Altar steht vor der hölzernen Kanzelwand, die den Ostteil des Schiffs als Sakristei abschließt; darüber Orgelempore mit abgestufter Brüstung. Die verbretterte Wand durch Pilaster mit marmorierender Bemalung gegliedert; beiderseits des Altars sind Türöffnungen mit vergitterter Durchfensterung angeordnet. Sie wurde geschaffen 1902 von Zimmermeister Borchardt unter Verwendung von Materialien der vorhandenen Kanzelwand von 1813/16 und von Tischlermeister Carl Müller aus Brandenburg 1907 durch Verzierungen und Pfeilerbekrönungen auf der Orgelbrüstung bereichert. Der kleine polygonale, unten konisch zulaufende Kanzelkorb (1834 vorhanden) ist mit rundbogigem Zugang eingebunden in die hölzerne Wand.
Die hölzerner Taufe von 1902 besteht aus Holz und ist auf zierlichem Ständer achteckig ausgebildet. Die Messing-Taufschale stammt der ersten Hälfte des 16. Jh., eine Beckenschlägerschüssel ist mit einem Relief der Verkündigung, umgeben von gotischer Minuskelinschrift versehen.
Die Orgel wurde 1902–03 von Alexander Schuke aus Potsdam gebaut und steht auf der Ostempore. Sie enthält sechs Register auf einem Manual und Pedal und pneumatischer Kegellade. Der dreiteilige Prospekt in spätklassizistischen Formen mit erhöhtem Mittelteil stammt eventuell von 1864.
Der Pfarrstuhl von 1792 ist aus Holzbrettern mit Lehne und Armstützen gefertigt. Die Westempore von 1864 wurde wohl später verändert. Sie ruht auf toskanischen Säulen und ist weit nach Osten vorgezogen.
Ein Epitaph für Friedrich Ehrentreich von Rochow (1722–1771), königlicher Leutnant und Erbherr auf Jeserig und der so genannten Jungfernhaide, steht an der Südwand des Schiffs. Das steinerne Denkmal von 1814 ist mit schwarzer Ölfarbe angestrichen. Auf einem sargartigen, girlandengeschmückten Sockel steht die Marmorkartusche in Rokokoformen mit Inschrift, rechts ist ein trauernder, an eine Urne gelehnter Putto dargestellt, links liegen Helm, Liktorenbündel und Schwertgriff. Der Verstorbene ist im Gewölbe vor dem Altar bestattet. Eine Gedenktafel für Carl Berz und Carl Schadenberg, Gefallene 1813–1815 aus Jeserig befindet sich im zweiten Turm-Obergeschoss, ebenso eine Gedenktafel für Gefallene der Jahre 1870/71. Im zweiten Turm-Obergeschoss ist auch eine 1922 datierte Glocke der Firma Schilling & Lattermann aus Apolda aus Klangstahl aufgehängt.

## Würdigung
Die im Zentrum des alten Dorfes stehende Kirche ist nicht nur das älteste erhaltene Gebäude von Jeserig, sondern auch dessen Wahrzeichen. Mit dem nach einem Brand 1907 errichteten neobarocken Turmabschluss bekam die Kirche einen neuen, markanten Akzent. An die Familie von Rochow, die als Gutsbesitzer und Patronatsherrn lange Phasen der Ortsentwicklung mitprägten, erinnert insbesondere das bemerkenswerte Rokokoepitaph für Friedrich Ehrentreich von Rochow.